# Клевезаль, Владимир Павлович
Владимир Павлович Клевезаль (9 (21) июля 1864, Касимов — 30 мая 1927, Тума, Рязанская область) — земский врач, религиозный мыслитель, духовный писатель, церковно-общественный деятель правоконсервативных и монархических взглядов, новомученик Русской православной церкви, автор публикаций по медицинской и религиозной проблематике. Заведовал медицинским участком в селе Тума, а затем своей частной амбулаторией там же. Был членом Поместного собора Русской православной церкви 1917—1918 годов от мирян, после которого в советское время неоднократно подвергался арестам и преследованиям как дворянин и монархист.

## Биография
Владимир Клевезаль родился 9 (21) июля 1864 года в Касимове в дворянской семье — сын полковника Павла Николаевича Клевезаля и его жены Глафиры Дмитриевны (урожденной Рыкачёвой, дочери отставного капитан-лейтенанта). Владимир Павлович получил хорошее образование, окончив 3-ю Московскую классическую гимназию, а в 1888 году — медицинский факультет Московского университета. Ещё в университете, под влиянием Ф. Ф. Эрисмана, Владимир Павлович решил посвятить себя работе в деревне и, будучи студентом, работал летом в московском уезде у известных земских врачей Н. Д. Кузнецова и И. И. Орлова. По окончании курса Владимир Павлович поступил сразу же ассистентом в Солнечногорскую лечебницу Московской губернии к земскому хирургу и общественному деятелю И. И. Орлову и здесь в течение полутора лет получил хорошую подготовку для самостоятельной работы. Предположительно, он также начал работать временным санитарным врачом в городе Богородске Московской губернии. В конце 1889 года поступил земским врачом на родине — в Касимовском уезде.

### Врачебная деятельность
В 1890—1902 годах В. П. Клевезаль — земский врач Касимовского уезда, работал в Туме, о чём сам написал в одной из своих многочисленных публикаций. В 1893 году, рассмотрев докладную записку В. П. Клевезаля, губернское земское собрание приняло постановление «об учреждении при губернской земской управе медико-санитарного бюро…». Трудами Клевезаля была выстроена после пожара новая лечебница в Снохино (Тумская больница), где врач развил оживленную оперативную работу и поставил дело по принципам московской земской медицины. В его обязанности входило не только заведование больницей, прием больных, назначение лечения, наблюдение за ходом болезни в стационаре и в амбулатории, но также выезд на срочные вызовы, профилактические осмотры населения и многое другое (с оплатой 79 рублей в месяц). С 1914 по 1916 год Клевезаль также заведовал лазаретом Тумской пожарной дружины и как вольнопрактикующий врач имел свою частную амбулаторию. В 1908—1910 годах он член Рязанского медицинского общества. В отличие от многих врачей того периода, дела у него шли достаточно успешно. За визит он брал 20 коп. «Несмотря на то, что поблизости от местожительства д-ра Клевезаля находится участковая земская больница, у него все-таки бывало в день по 25-30 человек». После 12-летней работы В. П. Клевезаль, вследствие принципиальных разногласий с управой, решил оставить службу, но остаться в Туме вольнопрактикующим врачом среди крестьянского населения; этой деятельности он отдал последние 25 лет своей жизни, пользуясь неизменной любовью и горячей поддержкой в трудных случаях жизни со стороны крестьян и железнодорожных рабочих. При его амбулатории попечительство о слепых устроило небольшую лечебницу, и там В. П. производил главные операции. Как велик труд, выполненный В. П., показывают полмиллиона больных, принятых им за 39 лет его врачебной работы. Интересно, что Клевезаль открыл в Туме метеорологическую станцию, которая работает до сих пор, хотя и перенесена на другое место. Интерес врача к погоде был обусловлен в первую очередь «установлением связи между климатическими условиями и заболеваниями».

### Семья
Жену Владимира Павловича звали Вера Антоновна. Детей у них не было, но много было в Туме их крестных детей. Поскольку семья Клевезалей была глубоко верующая, они, видимо, восполняли отсутствие собственных детей тем, что помогали другим.

### Служение
В. П. Клевезаль приобрел известность своей работой в земских кругах и неоднократно получал предложения перейти в крупные центры, но считал невозможным бросить население, с которым свыкся и которому стал необходим. Среди энергичной медицинской работы он находил время и для общественной деятельности: устраивал народные чтения, вел медицинские беседы, участвовал в съездах врачей. На VI Пироговском съезде им был сделан доклад «О специальности в земской медицине».. Клевезаль не только вёл активную врачебную деятельность, публиковал заметки и статьи в периодике, но был также и хорошо известным известным общественным деятелем и религиозным мыслителем. Как активный член Братства святителя Николая Мирликийского принимал участие в организации книжного склада, читал лекции по медицине и гигиене, помогал организовывать праздники, полезные встречи для жителей прихода, особое внимание уделял работе с детьми, оказывал помощь беднякам. Сам был активным благотворителем: Рязанские епархиальные ведомости часто писали о Клевезале. Также он был публицистом: Владимир Павлович подробно пишет о конкретных событиях, о настроениях, противоречиях, существовавших у разных слоев населения. Его издания помогли в изучении истории Троицкого храма России в конце 19-начале XX вв.
Как член Поместного собора Русской православной церкви по избранию как мирянин от Рязанской епархии, Владимир Клевезаль участвовал в выборах патриарха и обсуждении возможных перемен в литургии после цареубийства. После Собора Клевезаль неоднократно был арестован и преследовался советской властью как дворянин и монархист.
Участвовал в 1—2-й сессиях, секретарь XI и член V, VII, VIII, IX, X, XIV, XVI, XVII Отделов Собора. Весной 1919 года члены Миссионерского совета решили расширить круг авторов, которые должны были опровергнуть наиболее популярные аргументы антирелигиозных агитаторов, в связи с этим Михаил Новосёлов, профессор Леонид Писарев и Владимир Клевезаль — должны были писать о заслугах Церкви и духовенства перед народом.

### Арест
На Поместный собор было передано сообщение настоятеля Троицкой церкви села Николаевской Тумы:

Вечером 2/15 сентября 1918 г. Член Всероссийского Собора Владимир Павлович Клевезаль спешно увезен в г. Касимов, вероятно, в тюремное заключение. Точно не известен повод к его аресту. Аресту предшествовали два обыска, при последнем из которых захвачена была его переписка с женой в бытность её невестой, а также и серебряные ложки и монеты. На вопрос о партийной принадлежности г. Клевезаль отвечал, что он монархист. Быть может, г. Клевезаль арестован в связи с приходским собранием 29 апреля с.г. (ст.ст.) в храме с. Н.Тумы, на котором собрании он был председателем и на котором прихожанами было постановлено отстаивать церковное имущество. Приходской Совет с. Н. Тумы по поводу этого постановления представлял заявление Волостному делегатскому Собранию. На этом заявлении была подпись В. П. Клевезаль и за это заявление он, г. Клевезаль находится под следствием вместе с другими членами Приходского Совета. При аресте Клевезалю инкриминировалось, что он состоял председателем Братства Михаила Архангела, но он не был председателем этого Союза, не был, возможно, даже и членом его…

### Последние годы и смерть
В советское время религиозно-просветительская деятельность Клевезаля вызывала опасения властей, ему практически не оставили возможности работать по профессии. Документальные сведения об этом периоде скудны или не опубликованы, однако известно, что в мае 1925 года врач был избран почетным членом Рязанского Медицинского Общества, на годичном заседании которого им была произнесена речь: «Медицина как служение любви». Эта речь явилась лебединой песнью В. П. В июле 1926 г. у Владимира Павловича было обнаружено сужение пищевода, а в октябре рентгеновским исследованием был установлен его раковый характер. Судьба врача долгое время оставалась неизвестной, а о кончине распространилась информация, что он был расстрелян. Очевидно, В. П. Клевезаль умер 30 мая 1927 года в Туме от рака пищевода и был похоронен 2 июня на местном кладбище. В некрологе, посвященном В. П. Клевезалю, отмечается, что его жизнь и личность «могут служить примером самоотверженного исполнения врачебного и человеческого долга и неизменной верности идеалам юности».

## Документы
- В РГАЛИ хранится письма Владимира Клевезаля русскому художнику-пейзажисту Илье Остроухову[17].
- Книжным памятником признан «Отчет врача Тумского медицинского участка В. П. Клевезаль за 1896-97 гг.»[18][19] из Рязанской областной универсальной научной библиотеки имени Горького.

## Избранные сочинения
- Краткий очерк развития земской медицины Касимовского уезда (Рязанск. губ.) за XXV лет / В. Клевезаль. — Полтава: тип. Л. Фришберга, 1894. — [2], 24 с.; 18. — Перепеч. из № 28-30 «Зем. врача» за 1893 г.
- Акушерская деятельность Тумской лечебницы Касимовского земства в 1897 году / Зем. врач Владимир Клевезаль. — [ Одесса ]: «Слав.» тип. Н. Хрисогелос, ценз. 1898. — 5 с.; 23 см. — Из журн. «Акушерка» за 1898 г. — Без тит. л. и обл. — Авт. указан в конце текста.
- К вопросу о земской санитарной организации Рязанской губернии / [Соч.] Зем. врача Владимира Клевезаль. — Рязань: Тип. М. С. Орловой, 1898. — 17 с.; 24 см
- О старых нуждах по поводу нового года / Зем. врач Владимир Клевезаль. — СПб.: Тип. Я. Трей, ценз. 1897. — 5 с.; 21 см. — Отт. из журн. «Врач». 1897, № 1. — Без тит. л. и обл. — Авт. указан в конце текста
- Отчет врача Тумского медицинского участка В. П. Клевезаль… — Касимов: Б. и., 1889—1898. — 23-24 см. — Место изд. за 1893/94 г.: Скопин. — Загл. 1889/90 г.: Отчет по Тумскому медицинскому участку Касимовского уезда. — Отчет за 1889/90 г.: Прил. к Журн. зем. собр. 26-го очеред. созыва заседания 3 окт
- Права и обязанности: (К вопросу о приход. самодеятельности) / Врач Владимир Клевезаль. — Тверь: Тип. Братства св. Василия, 1907. — 7 с.; 18 см
- Отчет врача Тумского медицинского участка В. П. Клевезаль за 1894-95 год / В. П. Клевезаль. 1896. Касимов. Тип. Рюминых.

## Публикации в различных изданиях
- О санитарном направлении Рязанской губернской земской медицины // Рязанские губернские ведомости. 18 марта. № 19.
- По поводу приготовления к чуме // Рязанские губернские ведомости. 18 июня. № 44.
- Городская медицина // Рязанские губернские ведомости. 1897. 3 декабря. № 85. 1903. 3 декабря. № 85.
- О значении губернской санитарной организации // Рязанские губернские ведомости. 1898. 7 мая. № 32.
- Губернское земство и народное здравие // Рязанские губернские ведомости. 19 июня. № 42.
- С. Тума // Рязанский листок. 1903. 30 октября. № 9. 1904. 12 февраля. № 37.
- «Трезвая» политика // Голос Рязани. 1907. 8 февраля. № 34.
- «Лучшие» люди // Голос Рязани. 19 февраля. № 39.
- Мечты и действительность // Голос Рязани. 19 февраля. № 47.
- Николаевское братство // Голос Рязани. 19 апреля. № 81.
- Шипы и тернии «освободительного» движения // Голос Рязани. 19 апреля. № 87.
- «Христос воскресе!» // Голос Рязани. 19 апреля. № 92.
- Каин, где брат твой Авель? // Голос Рязани. 1907. 8 мая. №
- С. Тума // Голос Рязани. 1907. 24, 26 августа, 4, 6, 11, 19, 23 сентября. № 000, 157, 161, 162, 165, 169, 173
- Аптекарское «руки вверх!» // Голос Рязани. 1907. 7 сентября. № 000.
- Школьный вопрос в приходской жизни // Рязанские епархиальные ведомости. 1907. С. 744—750.
- Праздник любви (из села Тумы Касимовского уезда) // Рязанские епархиальные ведомости. 1910. С. 698—703.
- Праздник труда (из села Тумы Касимовского уезда) // Рязанские епархиальные ведомости. 1910. С. 858—861.
- Отъезд протоирея С. И. Остроумова в Государственную думу // Рязанские епархиальные ведомости. 1912. С. 1022—1027
- Юбилей православных братств в селе Николаевская Тума // Рязанские епархиальные ведомости. 1914. С. 565—569.
- Знаменательные «опечатки» // Голос Рязани. 19 сентября. №
- Современные эпидемии // Голос Рязани. 19 сентября. №
- Открытое письмо рязанскому земству // Рязанский вестник. 19 ноября. №
- Горняя или земная? // Рязанская жизнь. 19 августа. №
- К Пироговскому дню // Рязанский вестник. 19 ноября. №
- Деревенский врач в губернской больнице // Рязанский вестник. 11 декабря. №
- Как бороться с туберкулезом // Рязанский вестник. 19 апреля. № 99
- Гуго Григорьевич Закс (некролог) // Рязанская жизнь. 1916. 9 июня. №
- Честь и слава почившей, скорбь и наука живым! (Кленовой) // Рязанская жизнь. 19 сентября. №

## Память
- К 160-летию со дня рождения Владимира Павловича Клевезаля в краеведческом информационном отделе Рязанской библиотеки имени Горького была представлена выставка «Медицина как служение любви», посвященная памяти врача и церковного старосты[20][21].
- 19 декабря 2024 года в посёлке городского типа Тума в Клепиковском районе Рязанской области состоялось торжественное открытие памятника протоиерею Стефану Остроумову и его другу и соратнику Владимиру Павловичу Клевезалю (скульптор — Олег Седов)[22][23].